# Laima (entreprise)
Pour les articles homonymes, voir Laima (homonymie).
Laima est le plus grand producteur de confiserie de Lettonie. Son siège se trouve à Riga. Elle tire son nom de la déesse païenne Laima, déesse du destin dans la mythologie lettonne.

## Histoire
L'entreprise trouve ses origines au XIXe siècle lorsque l'entreprise de Theodor Riegert faisait de lui l'un des confiseurs les plus importants des provinces baltes de l'Empire russe. Après l'indépendance de la Lettonie en 1918, la société maintient sa position dominante sur le marché domestique malgré la perte du marché russe. Le nom actuel de la société est adopté en 1925.
Durant les années 1930 et l'occupation soviétique, Laima est le principal chocolatier de Lettonie tandis que L.W. Goegginger (renommé plus tard Uzvara par les Soviétiques) est le producteur principal de bonbons.
Après la restauration de l'indépendance dans les années 1990, Laima fusionne avec Uzvara et le producteur de biscuits, gaufres et gâteaux Staburadze pour devenir une seule société sous l'appellation « Laima ».
Contrairement à d'autres producteurs régionaux ayant le statut de symbole national comme Karūna en Lituanie, Marabou en Suède et Freia en Norvège, Laima a réussi à éviter d'être rachetée par une entreprise internationale comme Kraft Foods.
Laima est contrôlée par le Nordic Partners Group, lui-même majoritairement possédé par l'investisseur islandais Gísli Reinison. Après l'introduction en Bourse de Laima au Riga Stock Exchange en décembre 2006, les propriétaires décident de la retirer à nouveau du marché le 13 juillet 2007.

## L’identification de la marque
Dans la gamme de produit Laima, le bonbon au chocolat Serenāde est le produit avec la plus longue histoire puisque sa recette n'a pas changé depuis 1937.
À Rīga, l'un des points de repère les plus connus est l'horloge Laima près du monument de la Liberté. C'est un lieu de rendez-vous habituel pour les habitants de la ville.
Comme coup publicitaire, Laima a offert en 2007 aux habitants de l'île de Ruhnu (dans le golfe de Riga) une statue de 40 kg de chocolat représentant un ours brun comme celui qui avait nagé depuis le continent (vraisemblablement depuis la Lettonie) jusqu'à cette île estonienne.